# Бенджамін Байрон Девіс
Бенджамін Байрон Девіс (англ. Benjamin Byron Davis; нар. 21 червня 1972) —  американський актор, театральний режисер та актор озвучки. Він з'являвся насамперед у телевізійних серіалах, серед яких «Без сліду», «Криміналісти: мислити як злочинець», «Дівчата Гілмор», «Клієнт завжди мертвий». Крім телебачення також виступає на сцені. У 2011 році Девіс поставив театральну постановку «Пробудись».  Також Девіс озвучував різних персонажів у відеоіграх Rockstar.

## Фільмографія

### Фільми
| Рік  |    | Українська назва     | Оригінальна назва              | Роль            |
| ---- | -- | -------------------- | ------------------------------ | --------------- |
| 1997 | ф  |                      | Flushed                        | Зейс            |
| 1998 | ф  |                      | Getting Personal               | Барт            |
| 2005 | кф |                      | Black Eyed Sue                 | Осборн Кроул    |
| 2006 | ф  | Алібі                | The Alibi                      | бармен          |
| 2008 | кф |                      | Miracle of Phil                | бармен          |
| 2008 | кф |                      | Q: Secret Agent                | агент Бріггс    |
| 2011 | ф  |                      | CIS: Las Gidi                  | капітан Регіс   |
| 2011 | кф |                      | Talida                         | Радомир         |
| 2012 | кф |                      | Faded                          | великий чоловік |
| 2013 | ф  |                      | Somewhere Slow                 | Стів            |
| 2015 | кф |                      | I'm Patrick, and You're Insane | доктор Гуч      |
| 2016 | ф  | Експеримент «Офіс»   | The Belko Experiment           | Антоніо Фаулер  |
| 2018 | ф  | Людина-мураха та Оса | Ant-man and The Wasp           | агент Берлі     |
| 2023 | ф  | Вартові галактики 3  | Guardians of the Galaxy Vol. 3 | Блетельснорт    |
| 2024 | ф  | Бордерлендс          | Borderlands                    | Маркус          |

### Телебачення
| Рік  |    | Українська назва                   | Оригінальна назва     | Роль                                                                             |
| ---- | -- | ---------------------------------- | --------------------- | -------------------------------------------------------------------------------- |
| 1999 | мс |                                    | Chowdaheads           | Бафф Беґвелл (голос)                                                             |
| 2002 | с  | Клієнт завжди мертвий              | Six Feet Under        | доктор (Епізод: "Back to the Garden")                                            |
| 2002 | с  |                                    | Off Centre            | кремезний чоловік (Епізод: "Addicted to Love")                                   |
| 2002 | с  |                                    | MADtv                 | людина з повітряними кулями (Епізод: "8.7")                                      |
| 2004 | с  |                                    | Las Vegas             | Джеймс Л. Нельсон (Епізод: "Catch of the Day")                                   |
| 2005 | с  |                                    | The Comeback          | координатор на червоній доріжці (Епізод: "Valerie Stands Out on the Red Carpet") |
| 2006 | с  | Дрейк і Джош                       | Drake & Josh          | людина в черзі (Епізод: "The Demonator")                                         |
| 2006 | с  |                                    | Related               | постачальник алкоголю (Епізод: "Sisters Are Forever")                            |
| 2006 | с  |                                    | Windfall              | переможець у лотерею (2 епізоди)                                                 |
| 2006 | с  |                                    | Standoff              | незграбний чоловік (Епізод: "Circling")                                          |
| 2006 | с  | Дівчата Гілмор                     | Gilmore Girls         | водій евакуатора (Епізод: "The Long Morrow")                                     |
| 2007 | с  | Герої                              | Heroes                | тілоохоронець Ліндермана (Епізод: "Chapter Nineteen '.07%'")                     |
| 2008 | с  | Без сліду                          | Without a Trace       | Дейл (Епізод: "Better Angels")                                                   |
| 2009 | с  | Криміналісти: мислити як злочинець | Criminal Minds        | Берт Ланг (Епізод: "To Hell... And Back")                                        |
| 2010 | с  | Морська поліція: Лос-Анджелес      | NCIS: Los Angeles     | офіціант (Епізод: "Burned")                                                      |
| 2010 | с  | Медіум                             | Medium                | Аарон Фолі (Епізод: "Smoke Damage")                                              |
| 2010 | с  | Відчайдушні домогосподарки         | Desperate Housewives  | колишній в'язень (Епізод: " Down the Block There's a Riot")                      |
| 2010 | с  | У Сонні є шанс                     | Sonny with a Chance   | Стен (Епізод: "Marshall with a Chance")                                          |
| 2011 | с  | Кістки                             | Bones                 | Тарік Граздані (Епізод: "The Blackout in the Blizzard")                          |
| 2011 | с  | Чак                                | Chuck                 | злодій (Епізод: "Chuck Versus the Last Details")                                 |
| 2012 | с  |                                    | Up All Night          | людина на стенді (Епізод: "Daddy Daughter Time")                                 |
| 2013 | с  |                                    | The Goodwin Games     | наглядач у в'язниці (Епізод: "Pilot")                                            |
| 2013 | с  |                                    | Ironside              | росіянин (Епізод: "Action")                                                      |
| 2014 | с  | Як я зустрів вашу маму             | How I Met Your Mother | кремезний чоловік (Епізод: "Sunrise")                                            |
| 2014 | с  | Парки та зони відпочинку           | Parks and Recreation  | Джордж (Епізод: "The Wall")                                                      |
| 2016 | с  | Різзолі та Айлз                    | Rizzoli & Isles       | Хенк Міллз (Епізод: "Cops vs. Zombies")                                          |
| 2017 | тф |                                    | Madtown               | Ед Гуч                                                                           |
| 2024 | мс | Монстри Коммандос                  | Creature Commandos    | Руперт Торн (Епізод: "Priyatel Skelet")                                          |

### Відеоігри
| Рік  | Назва                         | Персонаж                    |
| ---- | ----------------------------- | --------------------------- |
| 2004 | Grand Theft Auto: San Andreas | перехожий / голос на радіо  |
| 2010 | Red Dead Redemption           | Датч ван дер Лінде / Настас |
| 2011 | L.A. Noire                    | Пол Кадаровські             |
| 2018 | Red Dead Redemption 2         | Датч ван дер Лінде          |

## Зовнішні посилання
- Офіційний сайт
- Бенджамін Байрон Девіс на сайті IMDb (англ.)